# Tanzwut (Band)/Diskografie
Diese Diskografie ist eine Übersicht über die musikalischen Werke der deutschen Mittelalter-Rock-Band Tanzwut. Ihre erfolgreichste Veröffentlichung ist das zwölfte Studioalbum Die Tanzwut kehrt zurück, das in Deutschland Rang elf der Albumcharts erreichte.

## Alben

### Studioalben

#### Populäre Musik
| Jahr | Titel Musiklabel                                   | Höchstplatzierung, Gesamtwochen, AuszeichnungChartsChartplatzierungen (Jahr, Titel, Musiklabel, Platzierungen, Wochen, Auszeichnungen, Anmerkungen) | Anmerkungen                              |
| Jahr | Titel Musiklabel                                   | DE | Anmerkungen                              |
| ---- | -------------------------------------------------- | --- | ---------------------------------------- |
| 1999 | Tanzwut Electrola (EMI)                            | DE88 (1 Wo.)DE | Erstveröffentlichung: 26. Februar 1999   |
| 2000 | Labyrinth der Sinne Electrola (EMI)                | DE61 (6 Wo.)DE | Erstveröffentlichung: 14. Juli 2000      |
| 2003 | Ihr wolltet Spaß Pica Records (EFA)                | DE46 (3 Wo.)DE | Erstveröffentlichung: 7. April 2003      |
| 2006 | Schattenreiter Pica Records (Soulfood)             | DE79 (1 Wo.)DE | Erstveröffentlichung: 7. April 2006      |
| 2011 | Weiße Nächte T.Fel Records (Soulfood)              | DE72 (1 Wo.)DE | Erstveröffentlichung: 16. September 2011 |
| 2013 | Höllenfahrt T.Fel Records (Soulfood)               | DE59 (1 Wo.)DE | Erstveröffentlichung: 6. September 2013  |
| 2015 | Freitag der 13. AFM Records (Soulfood)             | DE36 (1 Wo.)DE | Erstveröffentlichung: 13. Februar 2015   |
| 2016 | Schreib es mit Blut AFM Records (Soulfood)         | DE26 (1 Wo.)DE | Erstveröffentlichung: 8. Juli 2016       |
| 2019 | Seemannsgarn AFM Records (RTD)                     | DE38 (1 Wo.)DE | Erstveröffentlichung: 7. Juni 2019       |
| 2021 | Die Tanzwut kehrt zurück NoCut Entertainment (SPV) | DE11 (2 Wo.)DE | Erstveröffentlichung: 28. Mai 2021       |
| 2023 | Silberne Hochzeit NoCut Entertainment (SPV)        | DE23 (1 Wo.)DE | Erstveröffentlichung: 24. Februar 2023   |
| 2024 | Achtung, Mensch! NoCut Entertainment (SPV)         | DE15 (1 Wo.)DE | Erstveröffentlichung: 30. August 2024    |

#### Akustische Musik
| Jahr | Titel Musiklabel                           | Anmerkungen                        |
| ---- | ------------------------------------------ | ---------------------------------- |
| 2011 | Morus et diabolus T.Fel Records (Soulfood) | Erstveröffentlichung: 8. Juli 2011 |
| 2014 | Eselsmesse AFM Records (Soulfood)          | Erstveröffentlichung: 6. Juni 2014 |

### Livealben
| Jahr | Titel Musiklabel             | Anmerkungen                             |
| ---- | ---------------------------- | --------------------------------------- |
| 2004 | Live Pica Records (Soulfood) | Erstveröffentlichung: 15. November 2004 |

### Remixalben
| Jahr | Titel Musiklabel               | Anmerkungen                           |
| ---- | ------------------------------ | ------------------------------------- |
| 2021 | Remixes AFM Records (Soulfood) | Erstveröffentlichung: 15. Januar 2021 |

## Singles

### Als Leadmusiker
| Jahr | Titel Album                                         | Anmerkungen                                                                                     |
| ---- | --------------------------------------------------- | ----------------------------------------------------------------------------------------------- |
| 1999 | Augen zu Tanzwut                                    | Erstveröffentlichung: 21. Juni 1999                                                             |
| 1999 | Verrückt Tanzwut                                    | Erstveröffentlichung: 25. Dezember 1999                                                         |
| 2000 | Tanzwut Labyrinth der Sinne                         | Erstveröffentlichung: 28. Februar 2000                                                          |
| 2000 | Bitte, bitte Labyrinth der Sinne                    | Erstveröffentlichung: 2000 Original: Die Ärzte                                                  |
| 2000 | Eiserne Hochzeit –                                  | Erstveröffentlichung: 2000                                                                      |
| 2001 | Götterfunken Labyrinth der Sinne                    | Erstveröffentlichung: 6. Februar 2001                                                           |
| 2003 | Nein nein Ihr wolltet Spaß                          | Erstveröffentlichung: 2003                                                                      |
| 2005 | Immer noch wach Schattenreiter                      | Erstveröffentlichung: 2005 feat. Schandmaul                                                     |
| 2011 | Weiße Nächte                                        | Erstveröffentlichung: 18. November 2011                                                         |
| 2013 | Der Himmel brennt Höllenfahrt                       | Erstveröffentlichung: 9. August 2013                                                            |
| 2016 | Schreib es mit Blut                                 | Erstveröffentlichung: 6. Mai 2016                                                               |
| 2016 | Stille Wasser Schreib es mit Blut                   | Erstveröffentlichung: 10. Juni 2016                                                             |
| 2019 | Gib mir noch ein Glas Seemannsgarn                  | Erstveröffentlichung: 22. März 2019 feat. Kärbholz                                              |
| 2019 | Galgenvögel Seemannsgarn                            | Erstveröffentlichung: 3. Mai 2019                                                               |
| 2019 | Seemannsgarn                                        | Erstveröffentlichung: 24. Mai 2019                                                              |
| 2021 | Die Tanzwut kehrt zurück                            | Erstveröffentlichung: 22. Januar 2021                                                           |
| 2021 | Bis zum Meer Die Tanzwut kehrt zurück               | Erstveröffentlichung: 19. Februar 2021                                                          |
| 2021 | Narziss Die Tanzwut kehrt zurück                    | Erstveröffentlichung: 19. März 2021                                                             |
| 2021 | Die Geister die wir riefen Die Tanzwut kehrt zurück | Erstveröffentlichung: 16. April 2021                                                            |
| 2021 | Pack Die Tanzwut kehrt zurück                       | Erstveröffentlichung: 14. Mai 2021 feat. Saltatio Mortis                                        |
| 2022 | Lügner Silberne Hochzeit                            | Erstveröffentlichung: 18. November 2022                                                         |
| 2022 | Der Arzt Silberne Hochzeit                          | Erstveröffentlichung: 16. Dezember 2022                                                         |
| 2023 | Ihr wolltet Spaß Silberne Hochzeit                  | Erstveröffentlichung: 27. Januar 2023                                                           |
| 2023 | Komet –                                             | Erstveröffentlichung: 10. November 2023 mit Schattenmann; Original: Apache 207 & Udo Lindenberg |

### Als Gastmusiker
| Jahr | Titel Album                                       | Anmerkungen |
| ---- | ------------------------------------------------- | --- |
| 1999 | Weinst du? Mea culpa                              | Erstveröffentlichung: 1999 Umbra et Imago feat. Tanzwut                                                                    |
| 2001 | Feuer und Licht Dunkle Energie                    | Erstveröffentlichung: 2001 Umbra et Imago feat. Tanzwut                                                                    |
| 2003 | Hymnus cantica – Kaltenberger Ritterturnier –     | Erstveröffentlichung: 4. Juli 2003 Corvus Corax feat. Tanzwut                                                              |
| 2020 | Kaufmann und Maid Feuer & Flamme (Helden Edition) | Erstveröffentlichung: 13. November 2020 mit Saltatio Mortis, Sasha, Feuerschwanz, Subway to Sally, dArtagnan & Patty Gurdy |

## Videoalben und Musikvideos

### Videoalben
| Jahr | Titel Musiklabel             | Anmerkungen                             |
| ---- | ---------------------------- | --------------------------------------- |
| 2004 | Live Pica Records (Soulfood) | Erstveröffentlichung: 15. November 2004 |

### Musikvideos
| Jahr | Titel                                       | Regisseur(e)                   |
| ---- | ------------------------------------------- | ------------------------------ |
| 1999 | Augen zu                                    | Hans von Sonntag               |
| 2003 | Hymnus cantica – Kaltenberger Ritterturnier | Wolfgang Seibert               |
| 2003 | Nein nein                                   | Heiner Thimm                   |
| 2004 | Bitte bitte                                 |                                |
| 2011 | Weiße Nächte                                | Nik Page                       |
| 2013 | Das Gerücht                                 | Nik Page                       |
| 2013 | Der Himmel brennt                           | Teufel                         |
| 2014 | Unsere Nacht                                |                                |
| 2014 | Der Eselskönig                              | Teufel                         |
| 2015 | Freitag der 13.                             | Chiara Cerami, Matteo Fabbiani |
| 2015 | Brüder im Geiste                            | Markus Konczak, Teufel         |
| 2016 | Schreib es mit Blut                         | Chiara Cerami, Matteo Fabbiani |
| 2016 | Stille Wasser                               | Chiara Cerami, Matteo Fabbiani |
| 2019 | Gib mir noch ein Glas                       | Nils Freiwald                  |
| 2019 | Seemannsgarn                                | Chiara Cerami, Matteo Fabbiani |
| 2020 | Right for the Devil                         | Chiara Cerami, Matteo Fabbiani |
| 2020 | Kaufmann und Maid                           | Robin Biesenbach, Simon Volz   |
| 2021 | Die Tanzwut kehrt zurück                    | Daniel Priess                  |
| 2021 | Bis zum Meer                                | Daniel Priess                  |
| 2021 | Narziss                                     |                                |
| 2021 | Die Geister die wir riefen                  |                                |
| 2021 | Pack                                        | Daniel Priess                  |
| 2022 | Lügner                                      | Chiara Cerami, Matteo Fabbiani |
| 2022 | Der Arzt                                    | Chiara Cerami, Matteo Fabbiani |
| 2023 | Komet                                       | Robert Gruss                   |

## Sonderveröffentlichungen
| Jahr | Titel Album                                        | Anmerkungen |
| ---- | -------------------------------------------------- | --- |
| 1999 | Das Wort zum Tage Weinst du? (Single)              | Erstveröffentlichung: 1999 Umbra et Imago feat. Tanzwut                                                                  |
| 2000 | Weinst du? Mea culpa                               | Erstveröffentlichung: 4. April 2000 Umbra et Imago feat. Tanzwut                                                         |
| 2001 | Feuer und Licht Dunkle Energie                     | Erstveröffentlichung: 3. September 2001 Umbra et Imago feat. Tanzwut                                                     |
| 2004 | Road of Damnation Sinmachine                       | Erstveröffentlichung: 13. September 2004 Nik Page feat. Tanzwut                                                          |
| 2018 | Die glorreichen Sieben Blindflug (Limited Edition) | Erstveröffentlichung: 26. Januar 2018 Harpyie feat. Feuerschwanz, Krayenzeit, Metusa, Nachtgeschrei, Tanzwut & Vogelfrey |
| 2020 | Right for the Devil The Book of Fire               | Erstveröffentlichung: 24. Januar 2020 Mono Inc. feat. Tanzwut                                                            |
| 2021 | Maelstrom Guns Don’t Cry                           | Erstveröffentlichung: 29. Januar 2021 Storm Seeker feat. Tanzwut                                                         |
| 2021 | Kaufmann und Maid Feuer & Flamme (Helden Edition)  | Erstveröffentlichung: 12. März 2021 mit Saltatio Mortis, Sasha, Feuerschwanz, Subway to Sally, dArtagnan & Patty Gurdy   |
| 2021 | Lipa Monster Mind Consuming                        | Erstveröffentlichung: 26. März 2021 Manntra feat. Tanzwut                                                                |

| Jahr | Titel Album               | Anmerkungen                                                                             |
| ---- | ------------------------- | --------------------------------------------------------------------------------------- |
| 1999 | Hinter diesen Mauern –    | Erstveröffentlichung: 1999 Interpretation: Sven Franzisko oder lotte ohm.               |
| 2002 | Saltarello In Electronica | Erstveröffentlichung: 25. März 2002 Interpretation: Corvus Corax                        |
| 2003 | Rockstar Reloadead        | Erstveröffentlichung: 1. Dezember 2003 Interpretation: Terminal Choice                  |
| 2008 | Earth Song –              | Erstveröffentlichung: 25. Januar 2008 Interpretation: Sara Noxx feat. Project Pitchfork |
| 2014 | Perfekt –                 | Erstveröffentlichung: 28. November 2014 Interpretation: Ost+Front                       |
| 2015 | Wer einmal lügt –         | Erstveröffentlichung: 10. Juli 2015 Interpretation: Heldmaschine                        |

## Promoveröffentlichungen
| Jahr | Titel Album                                                         | Anmerkungen                                              |
| ---- | ------------------------------------------------------------------- | -------------------------------------------------------- |
| 1998 | Exkremento Tanzwut                                                  | Erstveröffentlichung: 1998                               |
| 2021 | Berlin (Live) Die Tanzwut kehrt zurück (Special Edition)            | Erstveröffentlichung: 5. November 2021                   |
| 2021 | Bis zum Meer (Unplugged) Die Tanzwut kehrt zurück (Special Edition) | Erstveröffentlichung: 3. Dezember 2021 feat. Moran Magal |

## Statistik

### Chartauswertung
|                     | DE     |
| ------------------- | ------ |
| Nummer-eins-Alben   | DE—DE  |
| Top-10-Alben        | DE—DE  |
| Alben in den Charts | DE12DE |